# トーキョー忍スクワッド
『トーキョー忍スクワッド』（トーキョーしのびスクワッド）は、原作：田中勇輝、作画：松浦健人による日本の漫画作品。『週刊少年ジャンプ』（集英社）にて、2019年27号から2020年2号まで連載された。松浦は本作が作画担当としての連載デビュー作である。単行本第1巻の帯には内藤泰弘が推薦のコメントを寄せた。

## あらすじ
2049年、世界一の国際犯罪都市と化した東京。犯罪率の上昇と共に裏社会では、戦国の世から続く存在「忍」が台頭していた。

## 登場人物

### 鳴海會
鳴海 仁（なるみ じん）
本作の主人公。弱冠17歳で独立し、忍業界を騒がせた天才。精鋭揃いのスクワッド「鳴海會」を束ねる。
忍法：磁界術
エン
忍の父親を探す少年。仁に命を救われ、鳴海會の一員に。
忍法：記憶術
パピヨン
仁と幾多の修羅場をくぐり抜けてきた、情報処理・探索のプロ。元伝説のトップモデル。
忍法：糸縫術
清水 大琥（しみず たいが）
鳴海仁の後輩。戦闘員でありながら、鳴海會の事務処理も担当している。
忍法：猛虎術

### 青眼
南雲 氷彗（なぐも ひょうすい）
大手スクワッド「青眼」の頭。氷の処刑人の異名を持つ、凄腕の忍。

### 鬼庭愚連隊
鬼庭 拳竜（おにわ けんりゅう）
「鬼庭愚連隊」の頭。忍法は未収録だが様々な忍具を操る。
忍法：未収録
大岩 哲也（おおいわ てつや）
拳竜を「親分」と呼び慕っている。麻雀が好き。
忍法：爪鋼術

### その他の人物
水谷（みずたに）
芸能プロ・willの社長。マキを実の娘のように大切にしている。
マキ・ミズノ
will所属のモデル。有名ファッションショーの出演を控えている。

## 用語
スクワッド
プロの忍が所属する組織。その規模は様々で、チームを組んで任務にあたる。
忍法

## 反響
第1話が掲載された時点では、本作の「近未来都市と忍者をモチーフにしたアクションバトルストーリー」という部分が挑戦的であると話題になった。忍者を題材としているため、『BORUTO-ボルト- -NARUTO NEXT GENERATIONS-』や『サムライ8 八丸伝』を連想させる読者もいたが、方向性が異なるため、「楽しめそう」だという声が上がっていた。

## 書誌情報
- 田中勇輝（原作）・松浦健人（作画）『トーキョー忍スクワッド』集英社〈ジャンプコミックス〉、全3巻
  1. 2019年9月4日発売[4][6]、ISBN 978-4-08-882101-6
  2. 2019年11月1日発売[7]、ISBN 978-4-08-882139-9
  3. 2020年1月4日発売[8]、ISBN 978-4-08-882201-3